# Joan Bennett
Joan Bennett (Fort Lee, New Jersey, 1910. február 27. – Scarsdale, New York,1990. december 7.) amerikai színésznő.

## Életpályája
Pályáját a színpadon kezdte, s 1928-ban Hollywoodban a kamera előtt folytatta. 1945 után filmproducerként is dolgozott. 1960-ban csillagot kapott a Hollywood Walk of Fame-en.
Naivaként indult, majd a társadalmi drámák elegáns, dekoratív asszonyhőse lett. Emlékezetes szerepe a Nő az ablak mögött (1944) című detektívtörténet titokzatos hősnője.

## Családja és magánélete
Szülei: Richard Bennett (1870-1944) amerikai színész és Adrienne Morrison (1883-1940) amerikai színésznő volt. Testvérei: Constance Bennett (1905-1965) és Barbara Bennett (1906-1958) amerikai színésznők voltak. Anyai nagyapja Lewis Morrison (1844-1906) amerikai színész volt.
1926-1928 között John Marion Fox volt a férje. Egy lányuk született: Adrienne Ralston Fox (1928). 1932-1937 között Gene Markey (1895-1980) amerikai forgatókönyvíró volt a párja. Egy lányuk született: Melinda Markey (1934) amerikai színésznő. 1940-1965 között Walter Wanger (1894-1968) amerikai filmproducerrel élt együtt. Két gyermekük született: Stephanie Wanger (1943) és Shelley Wanger (1948). 1978-1990 között David Wilde volt a házastársa.

## Filmjei
- Disraeli (1929)
- Bulldog Drummond (1929)
- Három élő kísértet (Three Live Ghosts) (1929)
- Moby Dick (1930)
- A doktor asszonyai (Doctors' Wives) (1931)
- Hallgatáspénz (Hush Money) (1931)
- Fiatal asszonyok (1933)
- Mississippi (1935)
- Akinek nem szabad szeretni (1935)
- Nagy barna szemek (Big Brown Eyes) (1936)
- Találkoztam a szerelemmel (1938)
- A vasálarcos (1939)
- A zöld pokol (1940)
- Monte Cristo fia (1940)
- Embervadászat (1941)
- A kétágyas hálószoba (Twin Beds) (1942)
- Nő az ablak mögött (1944, 1996)
- Vörös utca (1945)
- A Macomber-ügy (1947)
- Titok az ajtón túl (1947)
- Üres diadal (1948)
- Vakmerő pillanat (1949)
- Az örömapa (1950)
- A papa kedvence (1951)
- Nem vagyunk angyalok (1955)
- The Ford Television Theatre (1955-1956)
- Dark Shadows (1966-1971)
- Sóhajok (1977)